# Santuario Jingū

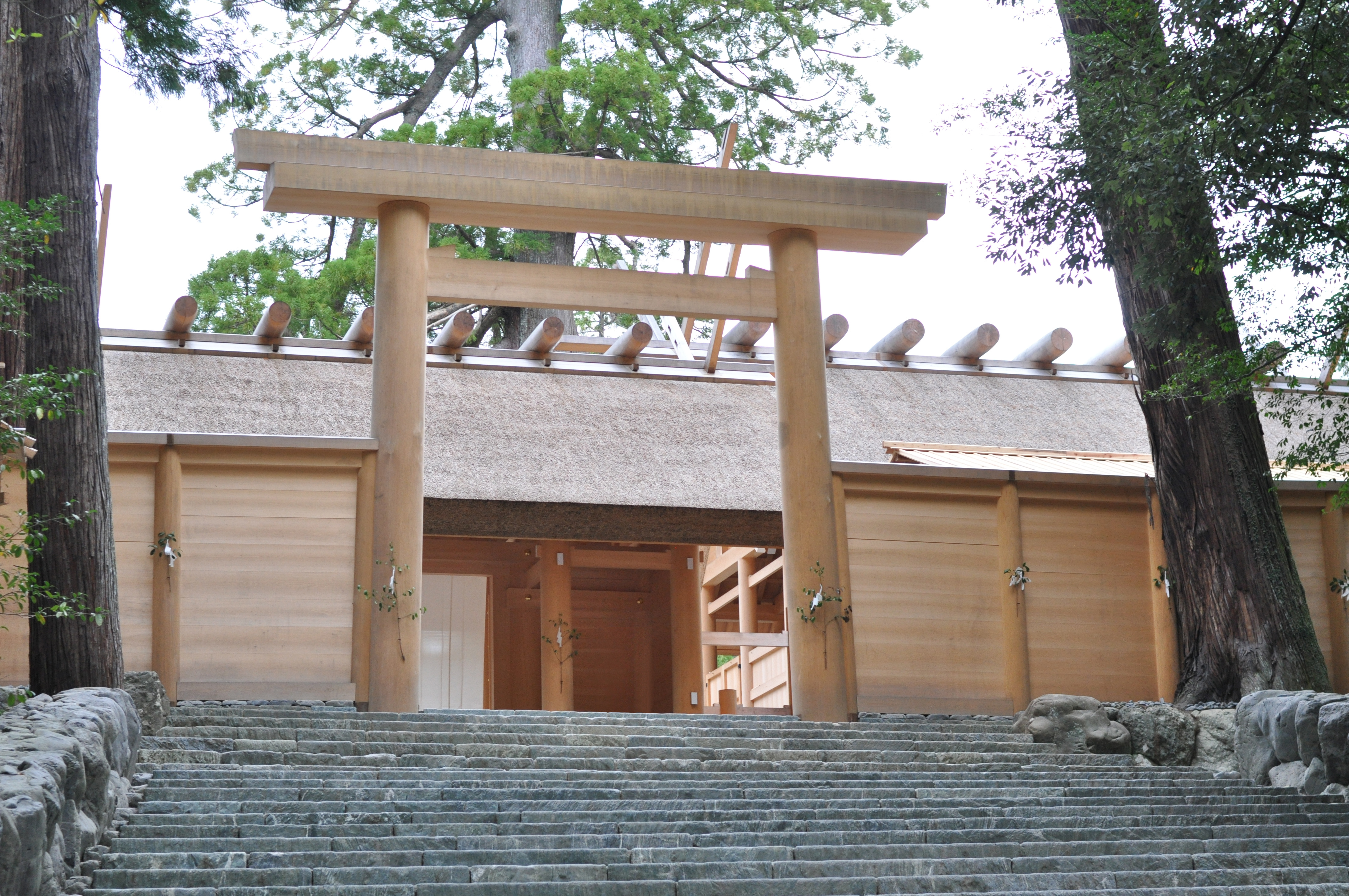
Fotografía de un santuario Jingū

Un santuario Jingū (神宮?) es un tipo de santuario sintoísta relacionado con la Casa Imperial de Japón.

## Lista de santuariosJingū
La siguiente lista incluye algunos, pero no todos los santuarios Nijūnisha del período Heian. Se referencian también los santuarios modernos que se establecieron después de la restauración Meiji. En la siguiente lista, estos santuarios están marcados con '‡'.
- Ise-jingū
- Akama-jingū
- Atsuta-jingū
- Heian-jingū‡
- Hikosan-jingū
- Hinokuma-jingū
- Hokkaido-jingū‡
- Isonokami-jingū
- Izanagi-jingū
- Kagoshima-jingū
- Kashihara-jingū‡
- Kashima-jingū
- Katori-jingū
- Kehi-jingū
- Kirishima-jingū
- Meiji-jingū‡
- Minase-jingū
- Miyazaki-jingū
- Ōmi-jingū
- Shiramine-jingū
- Udo-jingū
- Usa-jingū
- Yoshino-jingū

Al Gran Santuario de Ise o Ise-jingū, el santuario sintoísta más importante de Japón también se le conoce oficialmente como El Santuario (神宮 Jingū?) sin ninguna otra designación.

## SantuariosJingūfuera de Japón
Existieron algunos santuarios Jingū fuera de Japón, que hoy en día ya no existen.
- Chōsen-jingū
- Kantō-jingū